# Paulo Alberto Duarte
Paulo Alberto Duarte (Lages, 25 de setembro de 1941) é um político brasileiro.
Filho de Galdino João Duarte e de Maria Antonieta Nerbass Duarte.
Formado em medicina pela Universidade Federal do Rio Grande do Sul em 1968 e, em 1972, assumiu a direção do Hospital e Maternidade Teresa Ramos em sua cidade natal, cargo que ocupou até 1982.
Estreou na política em 1975, como presidente do diretório municipal da Aliança Renovadora Nacional (Arena), partido de apoio ao regime militar instalado no país em abril de 1964; pela legenda disputou a prefeitura de Lages em 1976, sendo derrotado por Dirceu Carneiro, candidato do Movimento Democrático Brasileiro (MDB). Em 1982 voltou a candidatar-se a prefeito de Lages, dessa vez pelo Partido Democrático Social (PDS), conseguindo então eleger-se; empossado em 31 de janeiro de 1983, exerceu o mandato até 31 de dezembro de 1988. Nesse período transferiu-se para o Partido da Frente Liberal (PFL).
Em outubro de 1990 elegeu-se deputado federal por Santa Catarina na 49ª legislatura, pela legenda do PFL, sendo empossado em 1 de fevereiro de 1991.  Na sessão de 29 de setembro de 1992 votou a favor da abertura do processo de impeachment do presidente Fernando Collor de Melo.
Nas votações dos principais projetos encaminhados ao Congresso durante o governo de Itamar Franco (1992-1995), foi contra a criação do Imposto Provisório sobre Movimentações Financeiras (IPMF) e do Fundo Social de Emergência (FSE), e foi favorável ao fim do voto obrigatório.
Deixou a Câmara em janeiro de 1995, ao final da legislatura, passando a dedicar-se à medicina.